# 취담정
취담정(翠潭亭)은 경상북도 안동시 풍천면 구담리에 있다. 2009년 1월 21일 안동시의 문화유산 제22호로 지정되었다.